# Pommerit-le-Vicomte
Pommerit-le-Vicomte is een gemeente in het Franse departement Côtes-d'Armor (regio Bretagne). De plaats maakt deel uit van het arrondissement Saint-Brieuc. Pommerit-le-Vicomte telde op 1 januari 2022 1.842 inwoners.

## Geografie
De oppervlakte van Pommerit-le-Vicomte bedroeg op 1 januari 2022 33,03 vierkante kilometer; de bevolkingsdichtheid was toen 55,8 inwoners per km².
De onderstaande kaart toont de ligging van Pommerit-le-Vicomte met de belangrijkste infrastructuur en aangrenzende gemeenten.

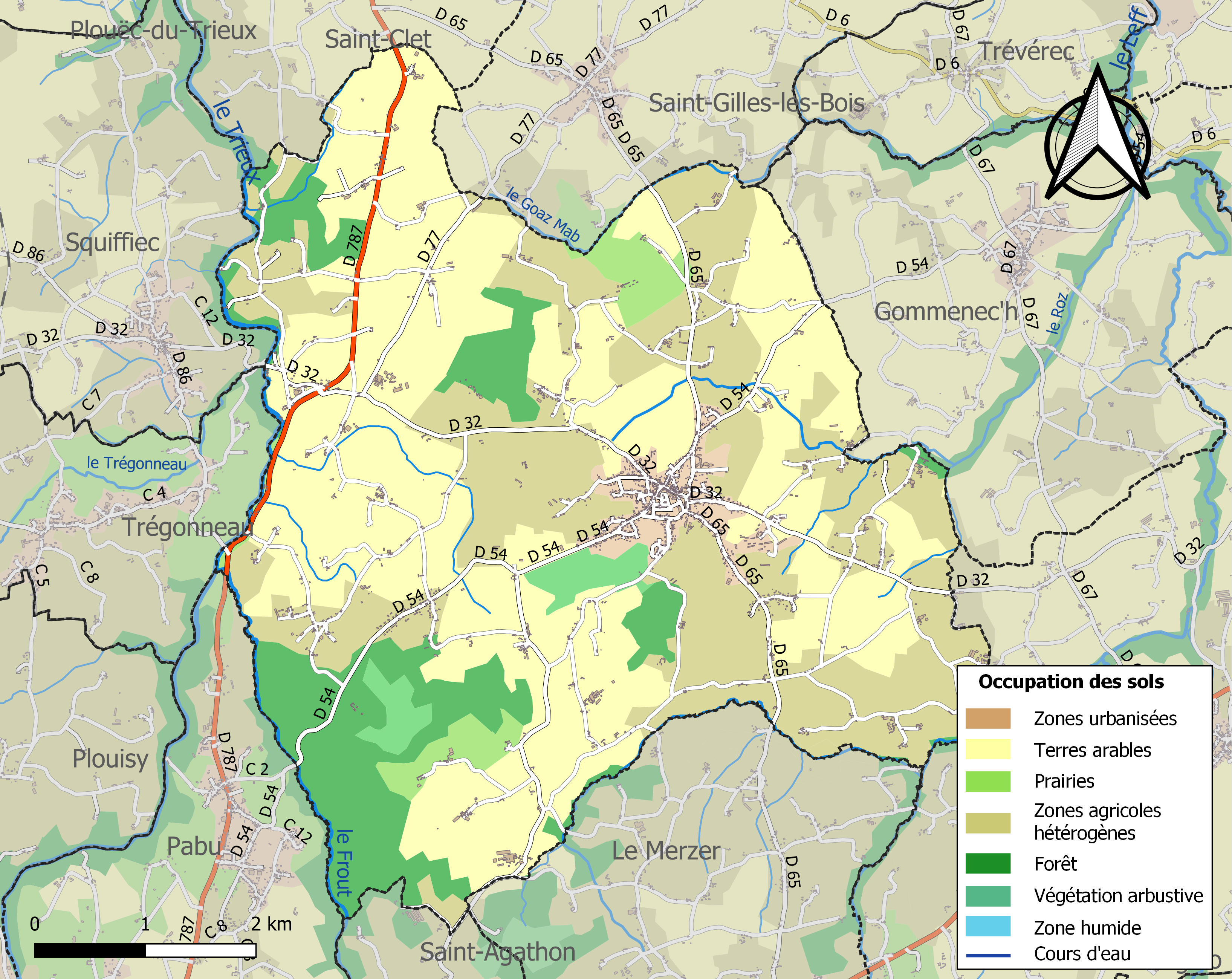

## Demografie
Onderstaande figuur toont het verloop van het inwonertal (bron: INSEE-tellingen).